# سیارک ۸۷۲
سیارک ۸۷۲ (به انگلیسی: 872 Holda، نامگذاری:1917BZ) هشتصد و هفتاد و دومین سیارک کشف شده‌است که در ۲۱ مه ۱۹۱۷ و در هایدلبرگ کشف شد.
قدر مطلق سیارک برابر ۹٫۹۱ است.